# Flight of Icarus
«Flight of Icarus» es una canción de la banda de heavy metal Iron Maiden, escrita por el vocalista Bruce Dickinson y el guitarrista Adrian Smith. Es el octavo sencillo de la banda, y el primero de su álbum Piece of Mind de 1983.
La canción está vagamente basada en el mito griego de Ícaro, quien estaba aprisionado con su padre Dédalo en el laberinto de Creta. Los dos fabricaron un par de alas para sí mismos a partir de plumas y cera. Por desgracia, Ícaro voló demasiado cerca del Sol, derritiendo la cera que sostenía las plumas, y murió así al caer al mar. El vocalista Dickinson admite que modificó la historia original para hacerla una alegoría de la rebeldía de la adolescencia contra la autoridad adulta (la cual, en este caso, terminó con la muerte de Ícaro).
La carátula del sencillo, que es como una parodia del mito original, retrata a un Eddie alado asesinando a Ícaro con un lanzallamas. Algo interesante es que Ícaro se parece a la figura en Evening: Fall Of A Day, de William Rimmer, la cual fue usada como logo por Led Zeppelin. Esta figura también es una referencia al rompimiento de Led Zeppelin, unos años antes.
El primer solo de la canción es tocado por Dave Murray, y el segundo es tocado por Smith. El solo final también es tocado por Murray.

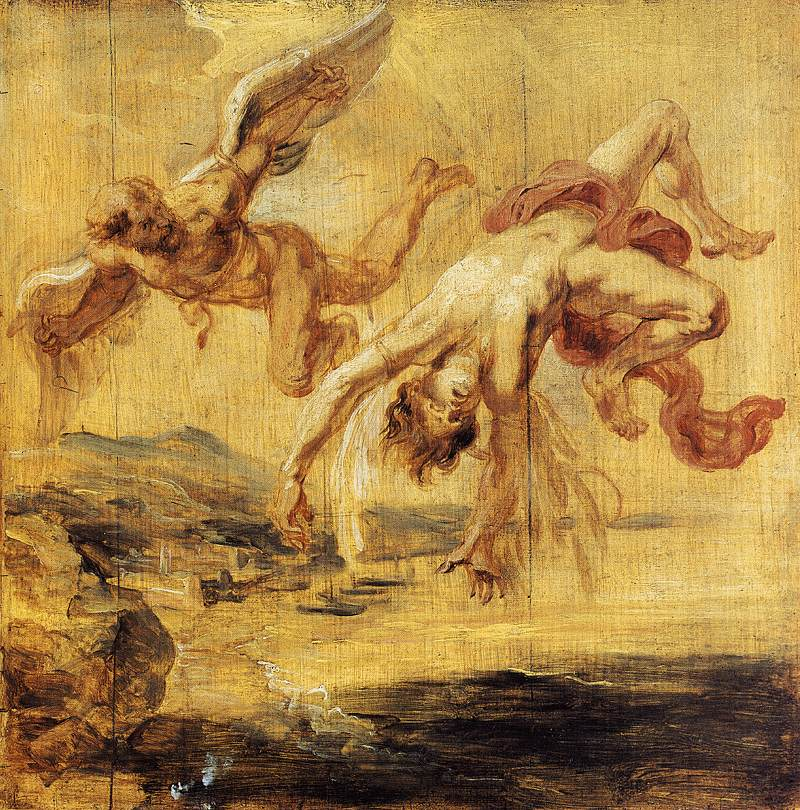
La caída de Ícaro (1636) obra de Peter Paul Rubens, un escenario de la caída.

## Lista de canciones
1. "Flight of Icarus" (Adrian Smith, Bruce Dickinson) - 3:49
2. "I've Got the Fire" (Ronnie Montrose; Montrose cover) - 3:53

## Miembros
- Steve Harris - bajo, coros
- Bruce Dickinson - voz
- Dave Murray - guitarra
- Adrian Smith - guitarra, coros
- Nicko McBrain - batería